# 威信小檗
威信小檗（学名：Berberis weixinensis）为小檗科小檗属的植物，为中国的特有植物。分布在中国大陆的云南等地，生长于海拔1,450米的地区，见于杂木林中，目前尚未由人工引种栽培。